# Alfred Armandie
Pour les articles homonymes, voir Armandie.
Alfred Eugène Armandie, né le 23 décembre 1884 à Agen et mort pour la France le 25 septembre 1915 à Massiges, est un rugbyman du SU Agen.

## Biographie
Né Alfred Eugène Armandi, il est connu pour avoir introduit le rugby à XV à Agen, ville dans laquelle il a exercé la profession de dentiste.
Mobilisé en tant que soldat de 2e classe au 22e régiment d'infanterie coloniale durant la Première Guerre mondiale, il est tué le 25 septembre 1915 à Massiges dans la Marne
Le stade d'Agen porte son nom.